# Kitāb Ṣalāt al-Sawāʿī
El Kitābu Salāt al-Sawāʿī (en árabe: كتاب صلاة السواعي‎) es un libro de horas impreso en árabe en 1514, y es el primer libro impreso en árabe con tipos móviles que se conoce.

## Historia
Es probable que fuese impreso por el impresor veneciano Gregorio di Gregorii. El profesor Miroslav Krek, experto en manuscritos árabes antiguos, determinó que muy probablemente se imprimió en Venecia, a pesar de la atribución colofónica a Fano, y sigue siendo un tema debatido. Otras fuentes afirman sí que fue impreso en Fano, en una imprenta árabe establecida por el Papa Julio II para cristianizar a los árabes.

## Contenido
Los salmos utilizados son los del obispo melquita del siglo XI, Abd Allah ibn al-Fadl.

## Copias existentes conocidas
La estudiosa Nuria Torres Santo Domingo localizó una serie de copias existentes, que se enumeran a continuación:
Italia
- Biblioteca Estense, Módena
- Biblioteca Medicea-Laurenziana, Florencia
- Biblioteca Ambrosiana, Milán

Francia
- Bibliothèque nationale de France, París

Reino Unido
- Museo Británico, Londres
- Biblioteca Bodleian, Oxford

Alemania
- Biblioteca Estatal de Baviera, Múnich

- Zentralbibliothek Sondersammlungen, Rostock

Países Bajos
- Biblioteca de la Universidad de Leiden, Leiden

España
- Biblioteca Histórica Marqués de Valdecilla, Madrid

Suecia
- Carolina Rediviva, Upsala

Egipto
- Biblioteca y Archivos Nacionales de Egipto, El Cairo

Estados Unidos
- Biblioteca de la Universidad de Princeton, Princeton